# Eddy Peelman
Eddy Peelman (Baasrode, Dendermonde, 8 d'agost de 1947) és un ciclista belga que fou professional entre 1968 i 1978. En el seu palmarès destaquen nou victòries d'etapa a la Volta a Espanya, així com nombroses etapes en curses d'una setmana com la París-Niça, la Volta a Catalunya o la Setmana Catalana.

## Palmarès
- 1966
  - 1r a la Brussel·les-Opwijk
  - Vencedor d'una etapa a la Volta a Limburg amateur
- 1969
  - Vencedor d'una etapa del Tour de l'Oise
- 1970
  - Vencedor de 2 etapes de la Volta a Espanya
- 1971
  - Vencedor de 3 etapes de la Volta a Espanya
  - Vencedor d'una etapa del Tour d'Indre-et-Loire
- 1972
  - 1r al Circuit de Brabant central
  - 1r a la Gullegem Koerse
  - Vencedor d'una etapa de la París-Niça
- 1973
  - 1r al Circuit de Flandes Central
  - Vencedor de 2 etapes de la Volta a Espanya
  - Vencedor de 2 etapes de la Volta a Llevant
  - Vencedor de 2 etapes de la Setmana Catalana
- 1974
  - 1r al Gran Premi de València
  - 1r al Circuit Escaut-Durme
  - Vencedor de 3 etapes de la Volta a Llevant
  - Vencedor de 2 etapes de la Volta a Espanya
  - Vencedor d'una etapa del Tour del Mediterrani
  - Vencedor d'una etapa al Tour de l'Aude
- 1975
  - 1r al Gran Premi de València
  - Vencedor de 2 etapes de la Volta a Catalunya
  - Vencedor d'una etapa de la Volta a Andalusia
  - Vencedor d'una etapa de la Volta a la Rioja
- 1976
  - Vencedor d'una etapa de la Volta a Aragó

### Resultats al Tour de França
- 1970. Abandona (13a etapa)
- 1971. 88è de la classificació general
- 1975. Abandona (13a etapa)

### Resultats a la Volta a Espanya
- 1970. Abandona (9a etapa). Vencedor de 2 etapes
- 1971. Abandona (14a etapa). Vencedor de 3 etapes
- 1973. 61è de la classificació general. Vencedor de 2 etapes
- 1974. 55è de la classificació general. Vencedor de 2 etapes
- 1975. No surt (5a etapa)